# Bensberg

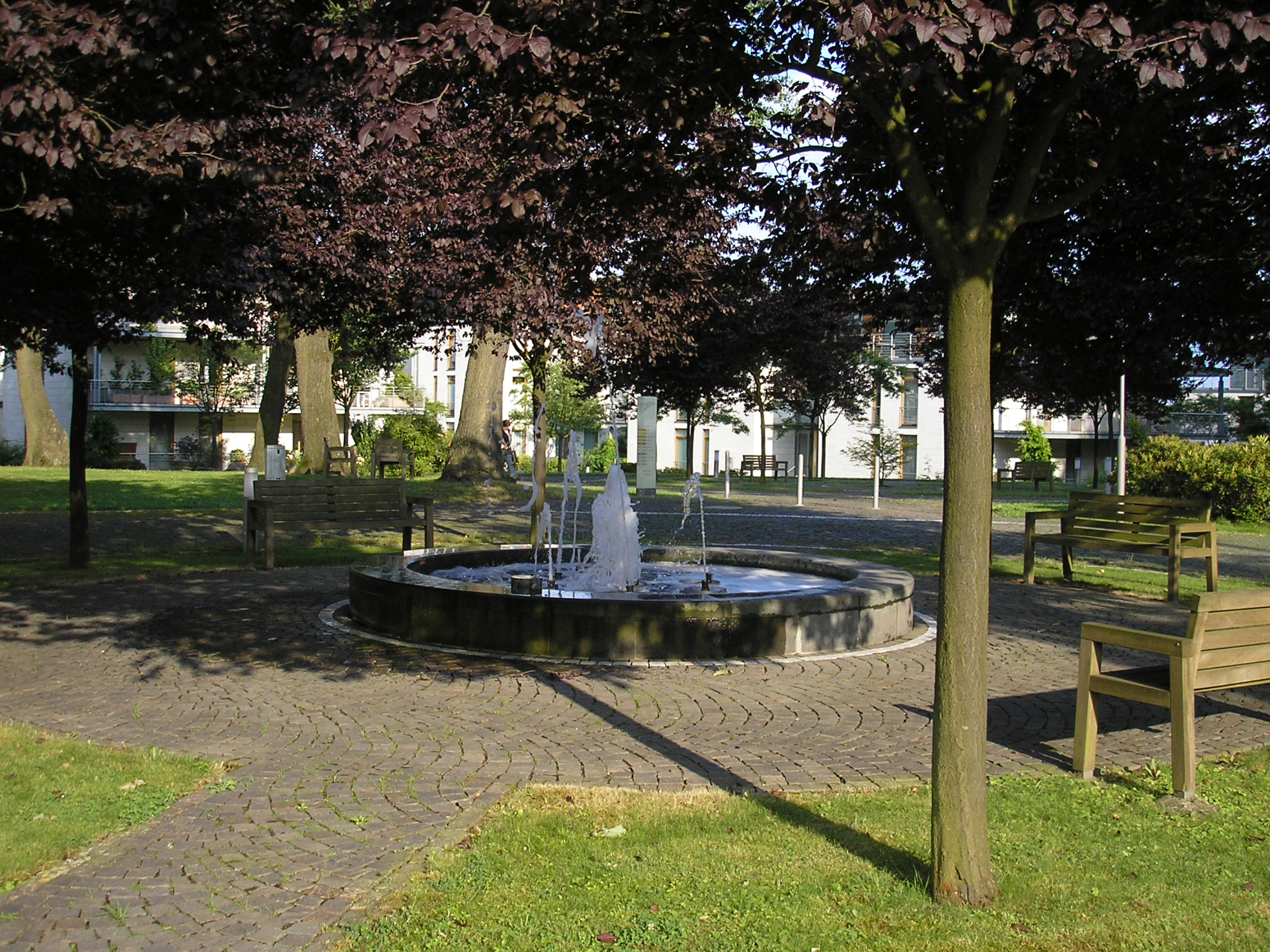
Schlosspark

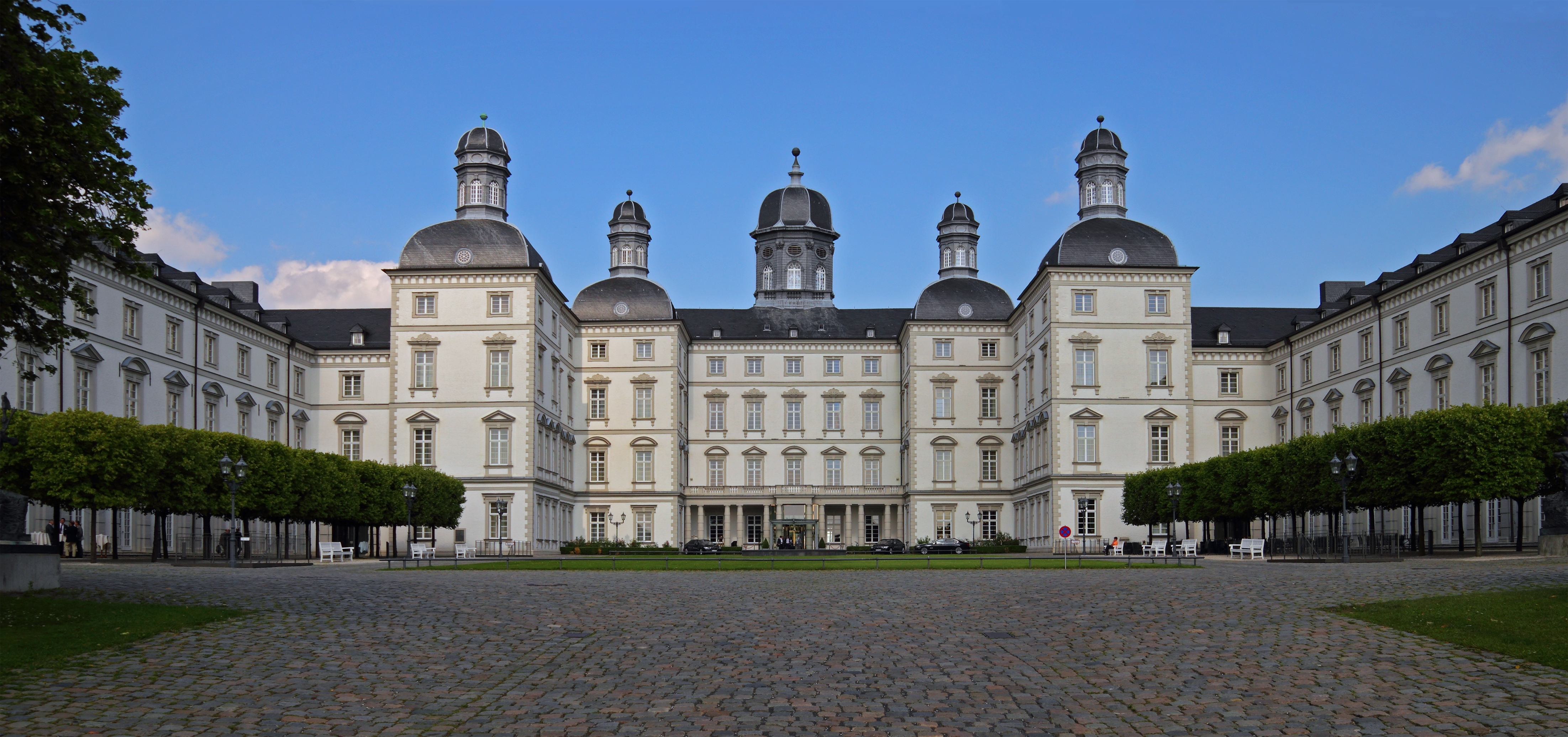
Schloss Bensberg

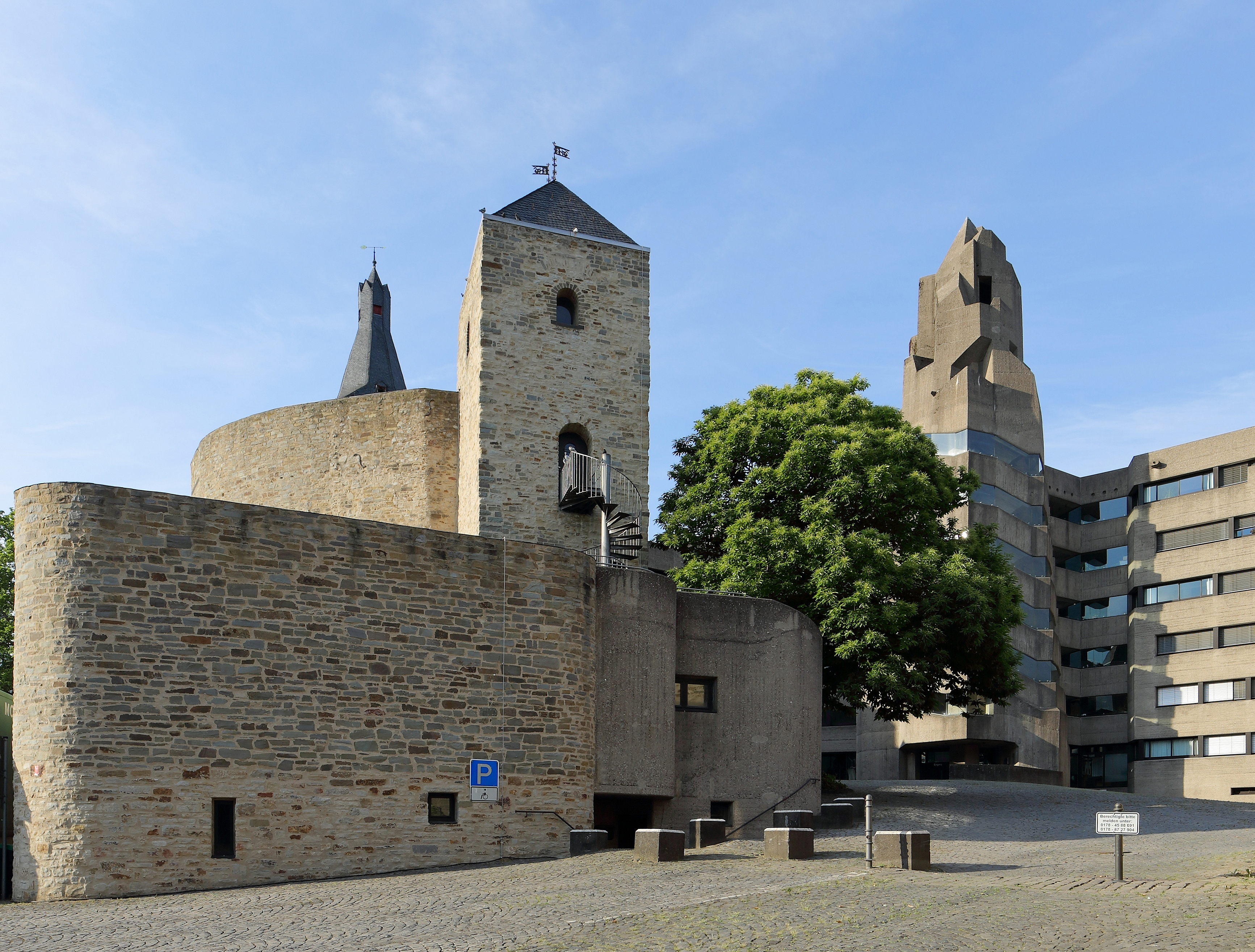
Altes Schloss Bensberg

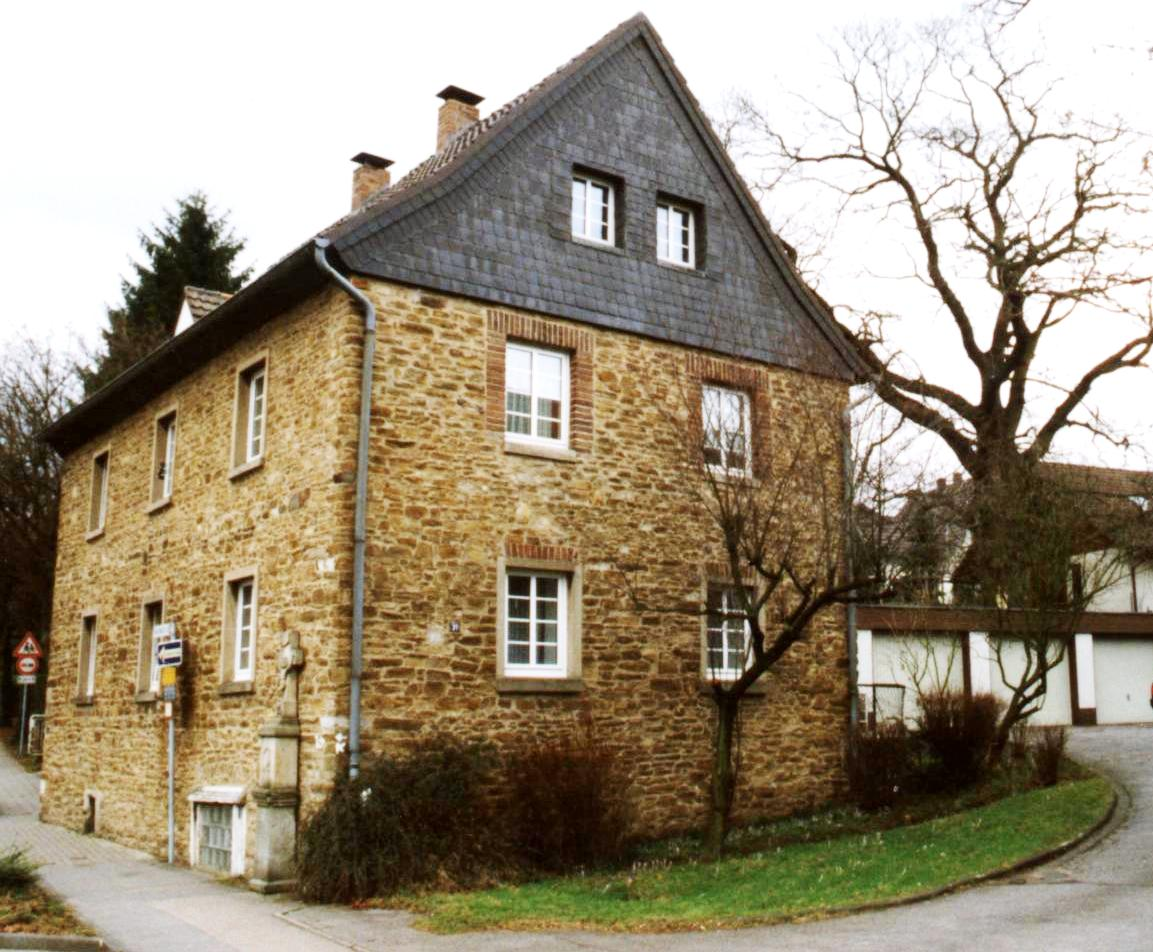
Gut auf’m Pütz, erbaut 1769

Bensberg ist ein Stadtteil von Bergisch Gladbach und gehört unter Nr. 52 zum Statistik-Bezirk 5 der Stadt.

## Lage und Beschreibung
Bensberg liegt im Süden der Stadt Bergisch Gladbach und grenzt an die Städte Köln, Overath und Rösrath. Eine besondere Sehenswürdigkeit ist das neue Schloss Bensberg, heute ein Nobelhotel, in dem der Sternekoch Joachim Wissler arbeitet. Nicht weit entfernt befindet sich das burgähnliche Alte Schloss mit dem Rathaus, das 1962–1972 nach Plänen des Architekten Gottfried Böhm für die damalige Stadt Bensberg gebaut wurde.

## Geschichte
Bensberg, in alten Schriften Bainsbur, Bensbure, Behnsburg oder auch Painspurg genannt, war vermutlich schon gegen Ende des Frühmittelalters im Bereich eines Königsforstes im Deutzgau um eine fränkische Burg angelegt worden. Bensberg wurde urkundlich zum ersten Mal im Jahre 1139 erwähnt. Nach einer älteren Veröffentlichung soll bereits Engelbert I. von Berg um 1170 Raubritter, die als Gauerben die Burganlage benutzten, vertrieben und die Anlage für die Grafschaft Berg in Besitz genommen haben. Der bergische Burgvogt Curt von Arloff verteidigte 1198 die Burg gegen böhmische Landsknechte, die im Rahmen des Kronstreites zwischen Philipp von Schwaben und Otto IV. im Rheinland umherzogen und plünderten. In einer „acta apud Bensburg“ von 1218 wurde die dortige Kirche, die im rheinfränkischen Decanate Tuytiensis lag, als Mutterkirche von Immekeppel angeführt.
Nach aktuellen Historikern soll die Alte Burg Bensberg im 12. Jahrhundert von den Grafen von Bilstein über die Landgrafen von Thüringen an die Grafen von Berg gelangt sein.
Die Burganlage aus dieser Zeit diente ab dem 13. Jahrhundert den Grafen von Berg teilweise als Residenz, da die bergischen Landesherrn in ihrem Land ihren Regierungssitz ständig wechselten. Die zunächst zum Landesausbau von den Grafen von Berg verwendete Burg Bensberg wurde später als Wohnburg ausgebaut und von den Grafen und späteren Herzögen von Berg wie andere landesherrliche Burgen im Eigenbesitz der Landesherrn benutzt, um von hier aus das Bergische Land zu regieren. Ab 1218 nutzte mit Engelbert I., Erzbischof von Köln, einer der mächtigsten Reichsfürsten seiner Zeit die Burg Bensberg, da er von hier aus, wegen der Nähe zu Köln, beide Territorien regieren konnte. Er wurde von Friedrich II. während seines Aufenthalts in Italien als Reichsverweser eingesetzt und zum Vormund und Erzieher des jungen Königssohnes Heinrich bestellt, den er im Jahr 1222 in Aachen zum König Heinrich VII. krönte. Er blieb bis zum Tod dessen Vormund und war damit die politisch stärkste Person des Reiches.
Ab Mitte des 14. Jahrhunderts ist das Amt Bainsbure nachweisbar. Zu dieser Zeit gehörten nachweisbar 1363/1387 neben Bensberg die Ortschaften Bergheim, Burscheid, Dürscheid, Herkenrath, Immekeppel, Lülsdorf, Mondorf, Odenthal, Paffrath, Porz, Stammheim, Refrath und Volberg zu diesem Amt. Die Gerichtsstätten im Amtsgebiet lagen in Bensberg, Porz und Odenthal. Danach während der Herrschaft des Herzogtums Berg gehörte Bensberg zum Amt Porz, blieb aber Sitz des Kellners. Bei Geldproblemen der Herrscherfamilien wurden häufiger Gebietsteile verpfändet. Eine dieser Verpfändungen war die vom 26. Juli 1413. Graf Adolf von Berg verpfändete gegen 6400 französische Kronen für einige Jahre das Amt Bensberg an den Herzog Rainald von Jülich-Geldern.
Einen ersten wirtschaftlichen Aufschwung erfuhr Bensberg durch den Bau des neuen Schlosses zu Beginn des 18. Jahrhunderts, als Herzog Johann Wilhelm II. (im Volksmund: Jan Wellem) ein barockes Jagdschloss errichten ließ, das in unmittelbarer Nähe seines Jagdreviers, des Königsforsts, steht. In der Franzosenzeit hatte Bensberg von 1807 bis 1813 verwaltungsmäßig den Status sowohl Kanton Bensberg als auch Mairie Bensberg im Arrondissement Mülheim am Rhein im Rheindepartement des Großherzogtums Berg. Nach dem Wiener Kongress 1815 ging das Großherzogtum in der preußischen Rheinprovinz auf. Aus der Mairie Bensberg wurde 1816 die Bürgermeisterei Bensberg im Kreis Mülheim am Rhein, bis diese 1927 zur Gemeinde Bensberg wurde.

### Stadt Bensberg
1947 erhielt Bensberg die Stadtrechte. Nach dem Zweiten Weltkrieg zog es die Menschen von der Stadt Köln aufs Land nach Bensberg und Umgebung. Insbesondere im Westen des damaligen Stadtgebietes, in den Ortsteilen Refrath, Frankenforst und Lustheide, entstanden seit Ende der 1950er Jahre zahlreiche Neubaugebiete. Köln versuchte, dieser Abwanderung entgegenzuwirken und durch Eingemeindungspläne die Abwanderer wieder einzugliedern. Im Rahmen der Kommunalen Neugliederung kam es ab 1964 zu zahlreichen Neugliederungsvorschlägen auf lokaler, regionaler und auf Landesebene. „Geheimpläne“ sorgten zunächst für heftige Diskussionen auf lokaler Ebene. Vorschläge zur Neugliederung machten der Oberkreisdirektor, der Regierungspräsident, mehrere Gutachter, die Stadt Köln, die Stadt Bergisch Gladbach, die Stadt Bensberg und der Innenminister. Bis zuletzt wehrte sich die Stadt Bensberg gegen eine Städtefusion mit Bergisch Gladbach. Eine Verfassungsbeschwerde wurde 1976 vom Verfassungsgerichtshof in Münster abgewiesen.

### Stadtteil von Bergisch Gladbach
Mit dem Inkrafttreten der kommunalen Neugliederung am 1. Januar 1975 verlor Bensberg seine Selbständigkeit; das vormalige Stadtgebiet gehört seitdem größtenteils zu Bergisch Gladbach (49,25 km², 41.958 Einwohner); kleinere Teile wurden in die Gemeinden Overath (6,87 km², 2773 Einwohner), Kürten (4,86 km², 1918 Einwohner, unter anderen die Ortschaft Dürscheid) und Rösrath (0,69 km², 44 Einwohner) eingegliedert (siehe auch: Köln-Gesetz).
Mit der Zusammenlegung mussten neue Strukturen organisiert werden. Man führte zunächst Wohnplätze ein, die teilweise nicht mehr mit den früheren und von den Einwohnern „gefühlten“ Stadtteilen übereinstimmten. Am 3. November 2015 entschied der Rat der Stadt Bergisch Gladbach, diese Wohnplätze in Stadtteile umzuwandeln. Heute bildet Bensberg zusammen mit den Stadtteilen Bockenberg, Kaule, Moitzfeld, und Lückerath den Statistischen Bezirk 5.
Das Stadtarchiv Bergisch Gladbach sichert nicht nur die historische Überlieferung der Stadt Bergisch Gladbach (alte und neue Stadt) und ihrer Stadtteile und Vorgängergemeinden, sondern auch der ehemaligen Stadt Bensberg. Das im Stadtteil Heidkamp gelegene Stadtarchiv macht diese Archivalien der Öffentlichkeit zugänglich.

## Hexenverfolgung
In Bensberg wurden 1602 acht Frauen als Hexen verbrannt, darunter fünf aus Odenthal und eine Frau vom „Bloemengut“ aus Nittum. 1612 traf das Todesurteil Agnes Polwirth und 1613 Katharina Güschen, alle aus Nittum. Die angeklagte Christina Kirschbaum erhängte sich nach mehrfachen Folterungen im Hexenturm von Bensberg. Vom Prozess gegen Katharina Güschen berichtet ein Teil der noch überlieferten Protokolle. Der damalige Schultheiß Gottfried Borken leitete das Verfahren. Nach einjähriger Haft im Bensberger Hexenturm wurde Katharina Güschen „am Steinenbrückchen“, unweit von Bensberg-Lustheide, am 10. Januar 1613 erhängt und verbrannt. In Bensberg befindet sich am Rathaus (Wilhelm-Wagener-Platz) eine Gedenktafel zur Erinnerung an die Hexenprozesse.

## Sakralgebäude

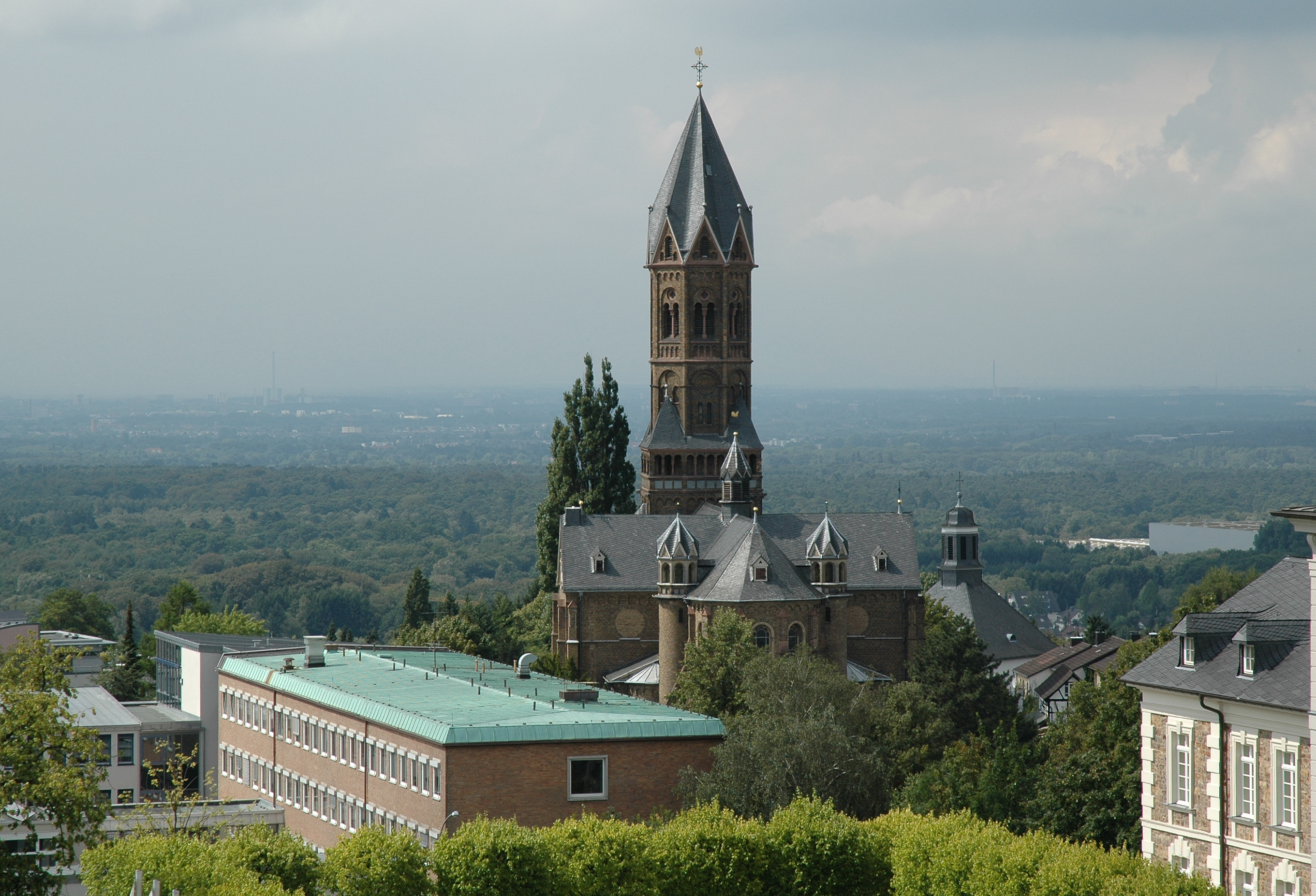
St.-Nikolaus-Kirche

### Stadtbahn

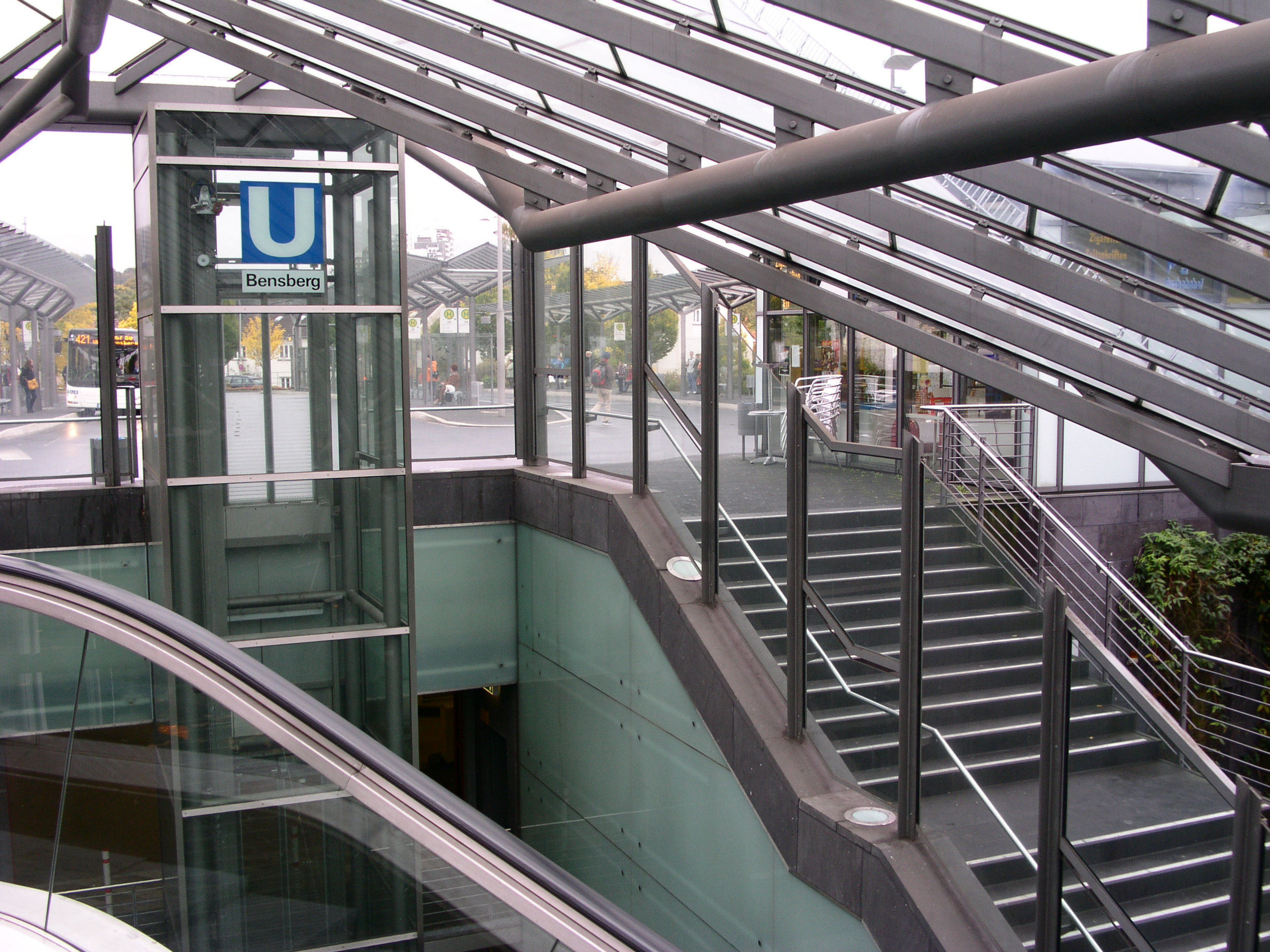
Zugang zur U-Bahn in Bensberg

### Eisenbahn

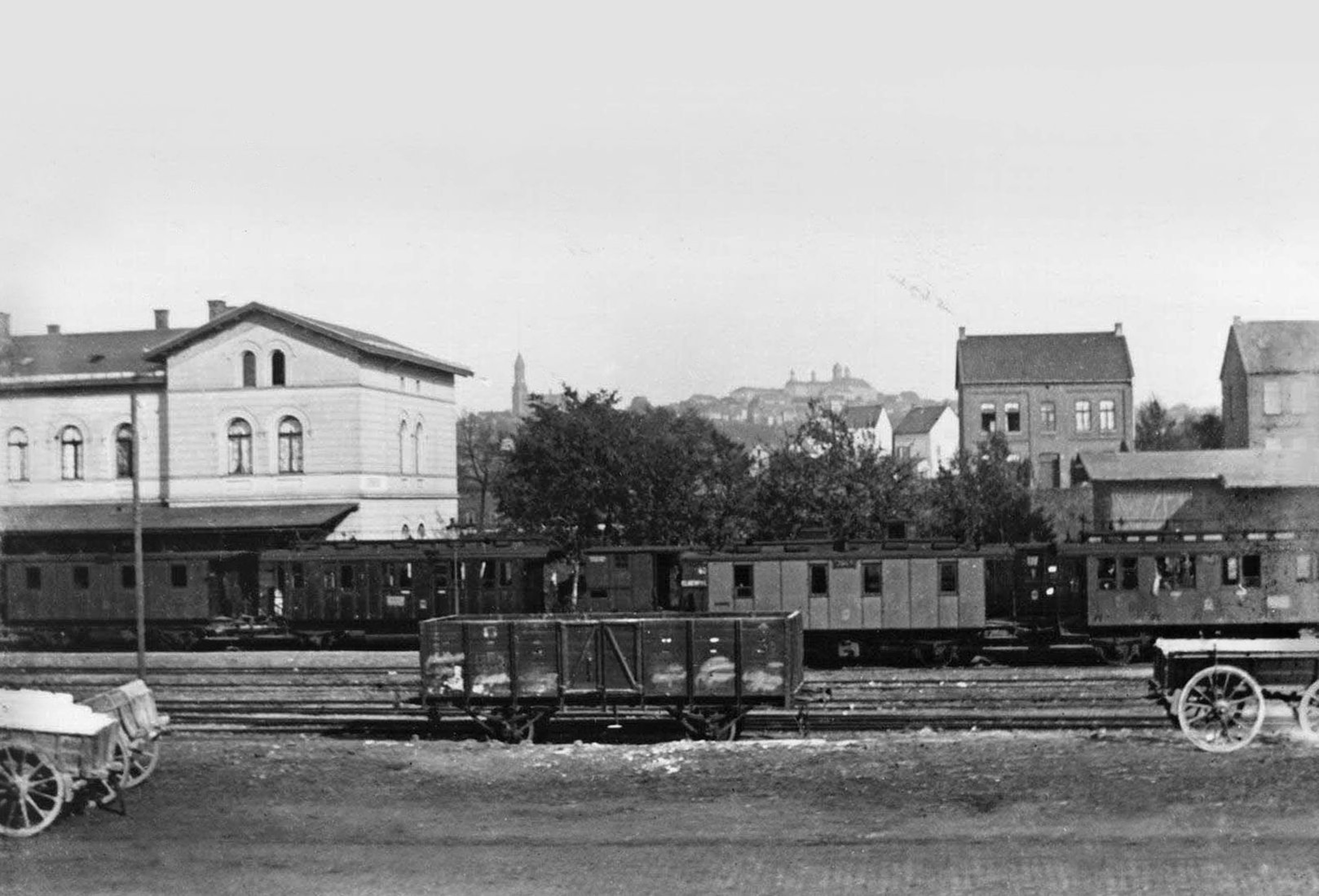
Bahnhof am Olefant in Bensberg 1899

## Söhne und Töchter der ehemaligen Stadt

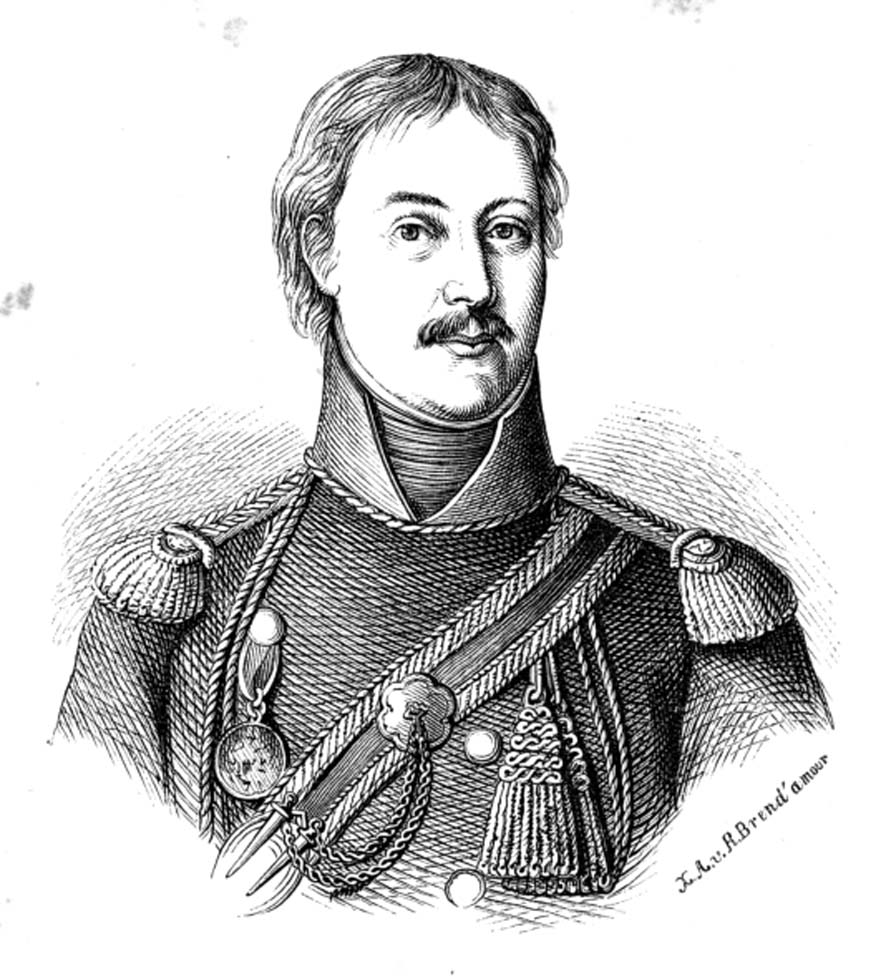
Porträt von Ferdinand Stucker 1870

## Bergbau
Der Begriff Bensberger Erzrevier, das sich um Bensberg herum erstreckte, stammt aus der wissenschaftlichen Diskussion der Geologie. Neue Verhüttungstechniken ermöglichten die Verhüttung der bis dahin ungenutzten Zinkblende. Dadurch wurde überall in der weiten Umgebung nach Bodenschätzen gesucht. Diese Aktivitäten und Suchaktionen nach Bodenschätzen gingen einher mit der einsetzenden Industrialisierung. Das führte zu einem erheblichen Bevölkerungsanstieg. In der Literatur, die bisher zum Thema Bensberger Erzrevier vorliegt, werden 143 Bergwerke beschrieben, die vielfach mit weiteren Grubenfeldern konsolidiert waren. Heute ist der Erzbergbau ohne Bedeutung. Mit der Schließung der Grube Weiß am 1. Dezember 1957 ging der Bergbau im ehemaligen Stadtgebiet Bensberg und der weiten Umgebung zu Ende. Als letzte Grube des Bensberger Erzreviers wurde 1978 die Grube Lüderich geschlossen.